# Howard Hughes Medical Institute

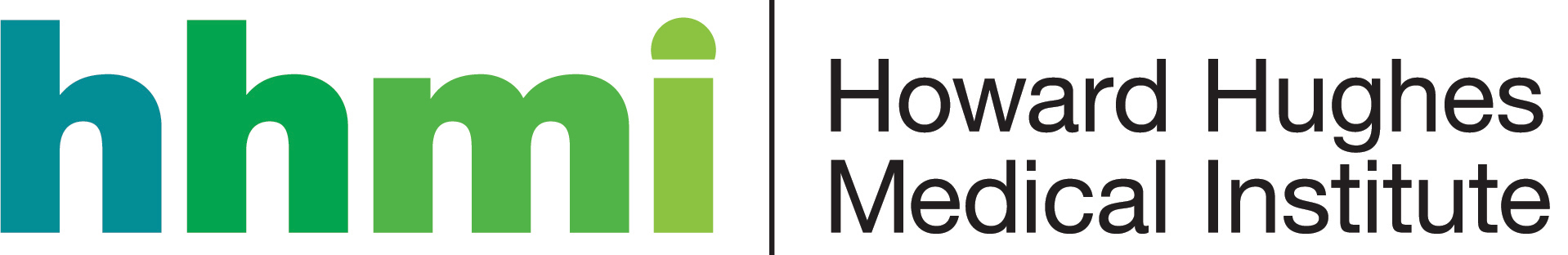
Logo des Howard Hughes Medical Institute (HHMI)

Das Howard Hughes Medical Institute (HHMI) ist eine philanthropische Organisation in den Vereinigten Staaten. Sitz der Organisation ist in Chevy Chase, Maryland. Sie wurde 1953 von dem amerikanischen Unternehmer Howard Hughes gegründet. Mit einem Stiftungsvermögen von 18,2 Milliarden US-Dollar ist es eine der reichsten Stiftungen und größter privater Förderer der akademischen biomedizinischen Forschung in Amerika.
Aushängeschild ist das HHMI Investigator Program, das mehr als 300 Wissenschaftler über mindestens fünf Jahre finanziert. Auch für Wissenschaftler, die am Anfang ihrer Karriere stehen, gibt es ein Förderprogramm. Seit 1987 fördert das Science Education Program außerdem die naturwissenschaftliche Bildung schon an den Grundschulen. Im Jahr 2006 ist das HHMI einen neuen Weg gegangen, indem es den Janelia Research Campus eröffnet hat.
Im September 2016 wurde Erin O’Shea zum sechsten Präsidenten des HHMI ernannt, zuvor war sie Vizepräsidentin und Leiterin der Wissenschaftsabteilung des HHMI.
Im Jahr 2022 begann das HHMI, den sofortigen offenen Zugang zu Veröffentlichungen aus seiner Forschung zu verlangen.
Im Jahr 2025 strich das HHMI überraschend  sein Programm Inclusive Excellence 3, das zum Ziel hatte, die wissenschaftliche Ausbildung und Forschung von Studenten zu verbessern. Das Ende des Programms kam zu einem Zeitpunkt, an dem die Regierung von Präsident Donald Trump damit begonnen hatte, große Stiftungen ins Visier zu nehmen will, die sich mit Vielfalt, Gleichberechtigung und Integration in wissenschaftlichen Einrichtungen der USA befassen.

## Präsidenten
Quelle:
- 1981–1984 George W. Thorn[5]
- 1984–1987 Donald S. Fredrickson[6]
- 1987–1999 Purnell W. Choppin
- 2000–2009 Thomas R. Cech
- 2009–2016 Robert Tjian
- seit 2016 Erin O’Shea